# Резніченко Володимир Ізмайлович
Володимир Ізмайлович Резніченко (рос. Владимир Измайлович Резниченко, нар. 27 липня 1965) — радянський та німецький фехтувальник на шпагах, олімпійський чемпіон (1992 рік) та бронзовий (1988 рік) призер Олімпійських ігор, чемпіон світу.

## Виступи на Олімпіадах
| Олімпіада      | Дисципліна          | Місце |
| -------------- | ------------------- | ----- |
| Сеул 1988      | індивідуальна шпага | 8     |
| Сеул 1988      | командна шпага      | 3     |
| Барселона 1992 | командна шпага      | 1     |